# Apanteles hemitheae
Apanteles hemitheae är en stekelart som beskrevs av Wilkinson 1928. Apanteles hemitheae ingår i släktet Apanteles och familjen bracksteklar. Inga underarter finns listade i Catalogue of Life.